# علوم التربة

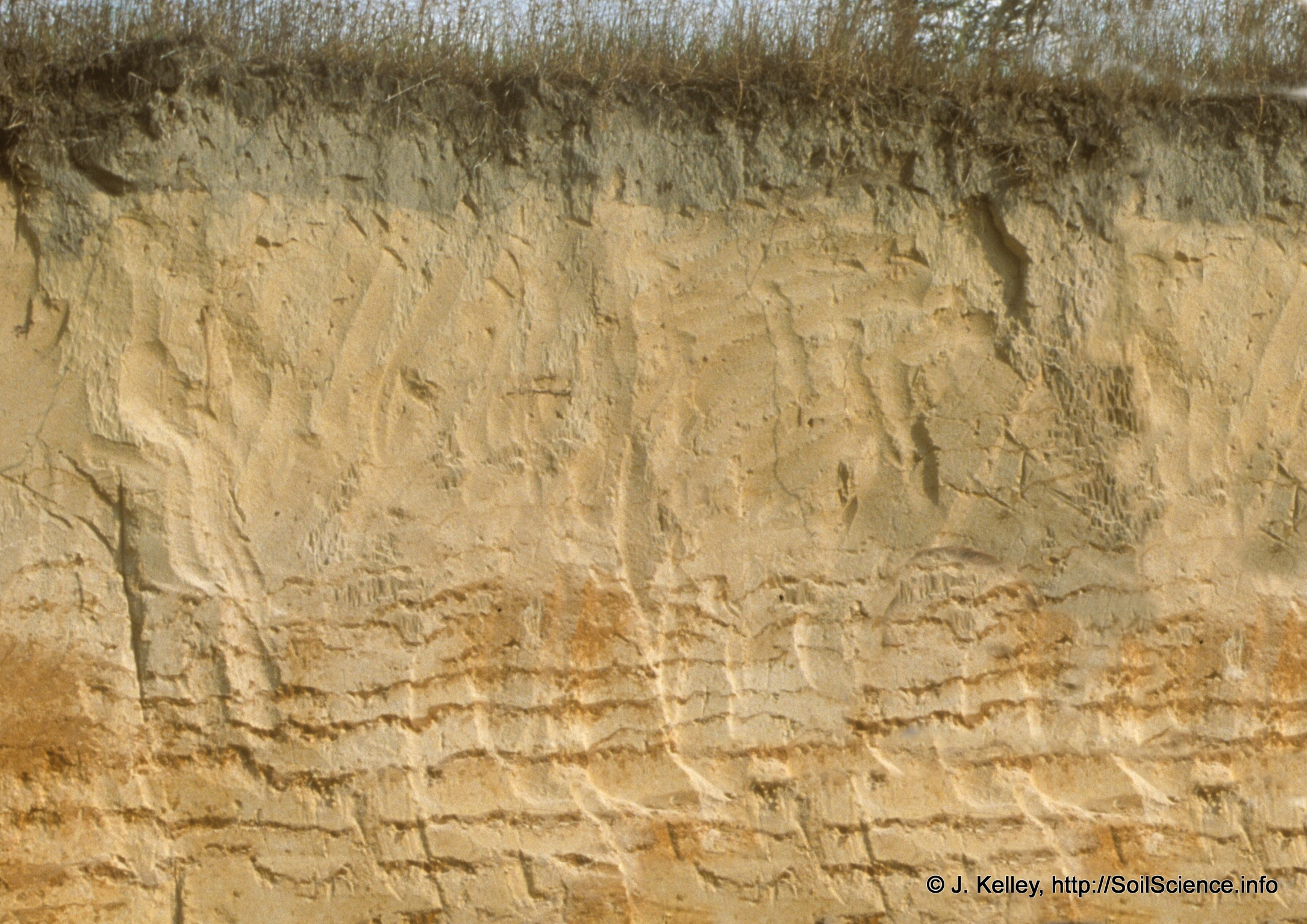

علوم التربة أو علم الأراضي (بالإنجليزية: Soil Sciences)‏ هي العلوم التي تهتم بدراسة التربة كمورد طبيعي على سطح الأرض بما في ذلك تكوين التربة وتصنيف ورسم الخرائط؛ '''الطبيعية''' أوالفيزيائية وكذلك '''الكيميائية''' وأيضا '''الحيوية''' أوالبيولوجية فضلا عن '''البيئية''' أوالإيكولوجية وخصائص خصوبة التربة، وهذه الخصائص في ما يتعلق باستخدام وإدارة التربة.
أحيانا يتم استخدام المصطلحات التي تشير إلى فروع علوم التربة، مثل علم أحوال التربة (البيدولوجيا) (تشكيل، والكيمياء، وعلم الصرف وتصنيف التربة) وعلم تأثير التربة (الإيدافولوجيا) (تأثير التربة على الكائنات الحية والنباتات وخاصة)، كما لو كان مرادفا لعلم التربة. ويعود التنوع في الأسماء المرتبطة بهذا المسار العلمي إلى تعدد الجهات والاختصاصات المعنية به.
في الواقع، أن المهندسين، المهندسين الزراعيين، الصيادلة، الجيولوجيين, الجغرافيين الفيزيائيين، علماء البيئة، علماء الأحياء، علماء الأحياء المجهرية، أخصائيي الغابات، الاختصاصيين الصحيين، علماء الآثار والمتخصصين في التخطيط الإقليمي كلهم يساهممن في معرفة المزيد عن التربة والنهوض بعلوم التربة.
يقوم علماء التربة بالتفكير بكيفية الحفاظ على التربة والأراضي الصالحة للزراعة في العالم في ظل تزايد عدد السكان، وإمكانية نشوء أزمة مياه في المستقبل، وزيادة استهلاك الفرد من الأغذية، وتدهور الأراضي.

## مجالات الدراسة
التربة تحتل الغلاف الترابي للأرض (بالإنجليزية: pedosphere)‏، وهو واحد من أغلفة الأرض التي يستخدمها علماء الأرض لتنظيم الأرض من الناحية المفاهيمية.
هذا هو المنظور المفاهيمي لعلم أحوال التربة وعلم تأثير التربة، الفرعين الرئيسيين للعلوم التربة. حيث أن علم أحوال التربة هو دراسة التربة في بيئتها الطبيعية. وعلم تأثير التربة هو دراسة التربة في ما يعتمد على استخدامات التربة. هذان الفرعان يقومون بتطبيق مزيج من علوم فيزياء التربة، كيمياء التربة وبيولوجيا التربة.
نتيجة للتفاعلات العديدة بين الغلاف الحيوي والغلاف الجوي والغلاف المائي التي تحصل ضمن الغلاف الترابي، فأن المفاهيم العلمي الأكثر تكاملا والأقل تركيزاً على التربة هي أيضا ذات قيمة. العديد من المفاهيم الأساسية في علوم التربة أتي من أفراد لا يمكن تحديدهم بدقة كعلماء تربة. هذا يسلط الضوء على الطبيعة المتعددة التخصصات لعلوم التربة.